# Pterostichus angustus
Pterostichus angustus är en skalbaggsart som beskrevs av Pierre François Marie Auguste Dejean. Pterostichus angustus ingår i släktet Pterostichus och familjen jordlöpare. Inga underarter finns listade i Catalogue of Life.